# 2016CCTV体坛风云人物评选
2016CCTV体坛风云人物评选是中国中央电视台为表彰2016年度中国体育人物而举办的评奖活动。2016年10月26日在北京梅地亚中心正式启动。初评工作将于11月24日至12月11日进行，提名奖揭晓仪式于12月15日举行。2017年1月15日进行总评投票，当晚在水立方举行颁奖盛典，全部奖项的获奖者在现场揭晓。届时，中央电视台体育频道、央视网、爱奇艺、乐视体育、腾讯视频将予以全程直播。中国中央电视台综合频道、中国中央电视台财经频道、中国中央电视台中文国际频道亦录像播出。

## 组织机构
- 主办：中央电视台
- 承办：中央电视台体育频道
- 协办：中视体育娱乐有限公司、央视网

## 提名名单
按现场颁奖顺序先后排列
     为最终获奖者
| 奖项               | 姓名                        | 项目                           | 开、颁奖嘉宾   |
| ------------------ | --------------------------- | ------------------------------ | -------------- |
| 最佳新人           | 任茜                        | 跳水                           | 吴敏霞、陈定   |
| 最佳新人           | 陈婷                        | 田径                           | 吴敏霞、陈定   |
| 最佳新人           | 龚翔宇                      | 排球                           | 吴敏霞、陈定   |
| 最佳新人           | 钱学超                      | 射击                           | 吴敏霞、陈定   |
| 最佳新人           | 曲春雨                      | 短道速滑                       | 吴敏霞、陈定   |
| 最佳组合           | 吴敏霞/施廷懋               | 跳水                           | 丁宁、雷声     |
| 最佳组合           | 陈若琳/刘蕙瑕               | 跳水                           | 丁宁、雷声     |
| 最佳组合           | 傅海峰/张楠                 | 羽毛球                         | 丁宁、雷声     |
| 最佳组合           | 宫金杰/钟天使               | 自行车                         | 丁宁、雷声     |
| 最佳组合           | 石竟男/武大靖/韩天宇/许宏志 | 短道速滑                       | 丁宁、雷声     |
| 大众体育精神奖     | 米曼·艾米拉                 | 维吾尔族传统摔跤继承人         | 陈露、李琰     |
| 大众体育精神奖     | 陈旭                        | 业余足球教练                   | 陈露、李琰     |
| 大众体育精神奖     | 卢亚军                      | 伊春市速滑教练                 | 陈露、李琰     |
| 大众体育精神奖     | 沈辉                        | 乡村足球教师                   | 陈露、李琰     |
| 大众体育精神奖     | 王广成                      | 广场舞曲《小苹果》作者         | 陈露、李琰     |
| 残疾人体育精神奖   | 荣静                        | 击剑                           | 杜丽、张俊杰   |
| 残疾人体育精神奖   | 许庆                        | 游泳                           | 杜丽、张俊杰   |
| 残疾人体育精神奖   | 赵帅                        | 乒乓球                         | 杜丽、张俊杰   |
| 残疾人体育精神奖   | 郑金                        | 马拉松                         | 杜丽、张俊杰   |
| 残疾人体育精神奖   | 周红转                      | 田径                           | 杜丽、张俊杰   |
| 最佳非奥项目运动员 | 邹市明                      | 职业拳击                       | 叶江川、聂卫平 |
| 最佳非奥项目运动员 | 丁俊晖                      | 台球                           | 叶江川、聂卫平 |
| 最佳非奥项目运动员 | 侯逸凡                      | 国际象棋                       | 叶江川、聂卫平 |
| 最佳非奥项目运动员 | 柯洁                        | 围棋                           | 叶江川、聂卫平 |
| 最佳非奥项目运动员 | 张弛                        | 轮滑                           | 叶江川、聂卫平 |
| 年度突破奖         | 钟天使/宫金杰               | 自行车                         | 曾申平、许海峰 |
| 年度突破奖         | 韩天宇                      | 短道速滑                       | 曾申平、许海峰 |
| 年度突破奖         | 华天                        | 马术                           | 曾申平、许海峰 |
| 年度突破奖         | 汤星强/谢震业/苏炳添/张培萌 | 田径                           | 曾申平、许海峰 |
| 年度突破奖         | 汪顺                        | 游泳                           | 曾申平、许海峰 |
| 年度突破奖         | 赵帅                        | 跆拳道                         | 曾申平、许海峰 |
| 最佳教练           | 郎平                        | 排球（中国女子排球队教练）     | 李玲蔚、宋世雄 |
| 最佳教练           | 孔令辉                      | 乒乓球（中国女子乒乓球队教练） | 李玲蔚、宋世雄 |
| 最佳教练           | 李琰                        | 短道速滑（中国短道速滑队教练） | 李玲蔚、宋世雄 |
| 最佳教练           | 刘国梁                      | 乒乓球（中国乒乓球队总教练）   | 李玲蔚、宋世雄 |
| 最佳教练           | 袁國強                      | 田径（男子4x100米接力队教练）  | 李玲蔚、宋世雄 |
| 最佳女运动员       | 朱婷                        | 排球                           | 周继红、李小鹏 |
| 最佳女运动员       | 丁宁                        | 乒乓球                         | 周继红、李小鹏 |
| 最佳女运动员       | 刘虹                        | 田径                           | 周继红、李小鹏 |
| 最佳女运动员       | 张梦雪                      | 射击                           | 周继红、李小鹏 |
| 最佳女运动员       | 钟天使                      | 自行车                         | 周继红、李小鹏 |
| 最佳团队           | 中国女子排球队              | 排球                           | 蒋效愚、姚明   |
| 最佳团队           | 中国短道速滑队              | 短道速滑                       | 蒋效愚、姚明   |
| 最佳团队           | 中国举重队                  | 举重                           | 蒋效愚、姚明   |
| 最佳团队           | 中国乒乓球队                | 乒乓球                         | 蒋效愚、姚明   |
| 最佳团队           | 中国跳水队                  | 跳水                           | 蒋效愚、姚明   |
| 最佳男运动员       | 马龙                        | 乒乓球                         | 魏纪中、杨扬   |
| 最佳男运动员       | 谌龙                        | 羽毛球                         | 魏纪中、杨扬   |
| 最佳男运动员       | 龙清泉                      | 举重                           | 魏纪中、杨扬   |
| 最佳男运动员       | 孙杨                        | 游泳                           | 魏纪中、杨扬   |
| 最佳男运动员       | 王镇                        | 田径                           | 魏纪中、杨扬   |
| 评委会大奖         | 中国女子排球队              | 排球                           | 李颖川、魏地春 |

## 外部連結
- 2016CCTV体坛风云人物评选（页面存档备份，存于） 官网